# 孔祥明
孔祥明（こう しょうめい、コン・シャンミン、 1955年9月10日 - ）は、中国の囲碁棋士。四川省成都出身、中国囲棋協会所属、八段。中国の女流棋士の先駆的存在であり、また初の八段。全国囲棋個人戦女子の部優勝3回など。日本棋院の孔令文は実子。2014年、小学4年生の孫(孔令文の一人息子)が日本第35回少年少女囲碁大会出場、予選で山下敬吾九段の一人息子(4年生)を破り、7位入賞。

## 経歴
8歳で父から碁を学び、10歳で成都の囲碁学校入学、1973年に国家囲棋集中訓練隊に入る。1974年の日中囲碁交流で訪日選手団に加わり2勝3敗2ジゴ、76年には7戦全勝。1978第1回、79年第2回の全国個人戦の女子の部で連続優勝。また1979年には第1回世界アマチュア囲碁選手権戦の中国代表として出場し、5位入賞。1981年の国手戦で5位、84年に6位入賞。1982年に六段に認定され、専業棋手となる。1985年八段。人民解放軍分会顧問も務めた。
1980年に聶衛平と結婚。1988年の新体育杯戦リーグでは聶と対戦し、聶の勝ちとなる。間に一子孔令文をもうけるが、1991年に離婚し、母子で日本在住する。1998-99年、囲碁関西誌上で、関西棋院女流・若手棋士との三番勝負「志明戦」に出場。1998年に令文が日本棋院初段となり、2001年に再婚して帰国、中国の棋戦に参加する。2012年に女子国手戦で、27年振りの棋戦優勝を果たした。

### タイトル歴
- 全国囲棋個人戦女子部 1978、79、84年
- 全国囲棋名手招待戦 1979年
- 中原杯囲棋招待戦 1980年
- 全国囲棋精鋭戦 1984年
- 商業杯囲棋元老招待戦 2011年
- 全国女子囲棋国手戦 2012年

### その他の棋歴
- 日立杯ペア碁トーナメント戦 準優勝 1998年（劉小光とペア）、3位 2003年（張文東とペア）
- 世界アマチュア囲碁選手権戦 5位 1979年
- 日中囲碁決戦
  - 1984年 0-2 小林覚、0-2 東野弘昭
  - 1986年 1-2 時本壱、1-2 坂口隆三
- 志明戦(1998-1999年) 2-0 芦田磯子、2-1 小西和子、2-0 榊原史子、2-1 長谷川宏、1-0 今井一宏